# Gillian White
Gillian Louise White (* 20. Juni 1939 in Orpington) ist eine in Grossbritannien geborene Bildhauerin, die heute in Leibstadt wohnt und arbeitet. Sie ist vor allem mit grossen Arbeiten für den öffentlichen Raum oder mit Aufträgen für Kunst am Bau bekannt geworden. Bereits 1969, kurz vor ihrer Übersiedlung in die Schweiz, gewann Gillian White ihren ersten Wettbewerb mit ihrer Skulptur Gewässerschutzplastik aus Polyester für ein öffentliches Kunstwerk in Olten.

## Leben
Gillian White stammt aus einer englischen Künstlerfamilie. Ihre Großmutter, Cecily Pembrey, war Bildhauerin, ihre Großtante Dora Wakeley war Keramikerin unter dem Namen Upchurch, und ihre Schwester Ursula White ist Textildesignerin. Eine andere Tante war Musikerin. Sie wuchs in Berkshire, Großbritannien, auf.
Als Kind besuchte sie von 1949 bis 1955 die Elmhurst School of Ballet in Camberley. Bereits mit siebzehn Jahren wechselte sie 1956 auf die School of Arts in London, wo sie unter anderem bei Anthony Caro und Elisabeth Frink (1930–1993) lernte. Im Jahr 1959 studierte sie an der Central School of Arts and Crafts in London bei William Turnbull. Ab 1960 studierte sie an der École nationale supérieure des beaux-arts de Paris. Dort lernte sie bei Ossip Zadkine und René Collamarini. In dieser Zeit lernte sie an der Salzburger Sommerakademie in Salzburg Oskar Kokoschka kennen. In Paris machte White während der Mitarbeit an Grossplastiken im Atelier François Stahly Bekanntschaft mit dem Bildhauer Albert Siegenthaler. Diesen heiratete sie 1962 in Paris. 1963 erfolgte der Umzug nach London, wo 1964 ihr Sohn Guy und 1966 ihre Tochter Johanna geboren wurden. Nach der Geburt ihres zweiten Kindes siedelten sie in die Schweiz über. Dort eröffnet das Künstlerpaar ihr gemeinsames Atelier in Stilli. Seit 1972 wohnt sie – auch nach dem Tod ihres Mannes 1984 – in Leibstadt im Kanton Aargau. Dort arbeitet sie als freie Künstlerin mit Arbeiten vornehmlich in der Sparte Kunst am Bau. 1993 verbrachte sie einen Aufenthalt im Atelier des Aargauer Kuratoriums in Prag. Für ein Werksemester der Zuger Kulturstiftung Landis & Gyr lebte sie von 1999 bis 2000 in London.
Sabine Altorfer schreibt im Ausstellungskatalog Kulturweg Baden Wettingen Neuenhof zu ihrer Arbeit Lichtung: 

«Gillian White wählt meistens perfekte geometrische Formen, am liebsten Spirale, Ellipse oder Kreis, und sie berechnet ihre Arbeiten minutiös. Aber trotzdem entsteht keine Rechenkunst. Naturelemente, wie die Sonnenbahn oder hier die gewachsene Waldumgebung, sind Impulsgeber für die Künstlerin, die Idee und Handwerk, Natur und Technik, Intuition und Perfektion zu verbinden weiss.»

Ihr Tätigkeitsbereich ist vielseitig, denn sie nutzte: Aquarell, Bühnenbild, Collage, Environment, Fresko, Gravure, Installation, Kunst am Bau, Kunst im öffentlichen Raum, Lithographie, Malerei, Multiple, Objektkunst, Siebdruck, Stahlplastik, Umweltgestaltung, Wandmalerei und Zeichnung.

## Materialentwicklung und Bedeutung
Gillian Whites frühe Arbeit, bis etwa 1958, war figurativ. In den 1960er Jahren wechselte sie zu Abstraktion in ihrer skulpturalen Arbeit, während sie in ihren Zeichnungen und Gemälden weiterhin eine Verbindung zur abstrakten Darstellung aufrechterhielt. In diesen Medien erforschte sie weiterhin Themen wie Natur und das Verlangen nach Freiheit. Im Jahr 1966 wurde Farbe zu einem bedeutenden Bestandteil ihrer Arbeit, und ab 1970 begann sie, Skulpturen aus Polyester zu erstellen, die um 1980 durch Cortenstahl ersetzt wurden.
In den Jahren 1971–1972, während einer Zeit politischen Protests, schuf White lebensgrosse Gummiobjekte in Form von Hämmern und Nägeln. Ab den 1970er Jahren arbeitete sie in Zusammenarbeit mit Siegenthaler. Im Gegensatz zur plastischen Arbeit ihres Mannes gewannen Malerei und Zeichnung in Whites künstlerischem Ausdruck an Bedeutung. Ende der 1970er Jahre begann sie, die Umweltzerstörung in Aquarellen und Wandgemälden darzustellen, welche die urbanisierte Natur zeigten.
In ihrer plastischen Arbeit in den 1970er Jahren schuf sie säulenartige, wellenartige Strukturen, die an organisches Wachstum erinnerten. Nach dem Tod ihres Mannes im Jahr 1984 konzentrierte sie sich fast ausschliesslich auf Skulpturen. Durch die Verwendung einer breiten Palette kräftiger Farben positionierte sich White innerhalb der englischen Bildhauertradition. Diese Farben betonten die Form ihrer Skulpturen, wobei scharfe Kanten klare Abgrenzungen erzeugten.
In den 1990er Jahren trat die Farbe jedoch in den Hintergrund, zugunsten der materiellen Eigenschaften von Cortenstahl. Gleichzeitig gewann das Zusammenspiel von Bewegung und Balance an Bedeutung. Organische Formen wurden durch geometrische Formen wie Ellipsen, Kreise oder Spiralen ersetzt, die dynamisch waren und progressives Wachstum ausdrückten. In ihren Raumskulpturen entstand eine dynamische Spannung zwischen Bewegung und Stillstand, scheinbarem Gewicht und schwebender Leichtigkeit. Gillian White fand Inspiration für Außeninstallationen, indem sie mit der Landschaft in Dialog trat. Sie übersetzte Elemente der Umgebung in künstliche Formen mithilfe von Karton- oder Papiermodellen. In diesem Prozess wurden Natur und Kunst zu gleichwertigen Partnerinnen. Ausserdem begann White, Kleinplastiken zu entwickeln, in denen sie die Form in zacken- und wellenförmigen Raumlinien mit farbig bemalten Schmalseiten darstellte. Ab 1999 trat die Plastikerin erstmals mit farbigen Reliefbildern an die Öffentlichkeit, die zunächst einem rechtwinkligen System folgten und sich später zu komplexeren, frei vor der Wand schwebenden Gebilden entwickelten.

## Inspiration
Das Gedicht The wind with wonder whist von John Milton diente als Inspiration für den Namen ihrer Eisenplastik Die wunderbare Stille des Windes. Eine andere Faszination findet sie in Zahlen und ganzen mathematischen Schemen. Sie denkt gerne über Zahlensysteme nach, welche oft Grundlage für ihre Kunstwerke sind.

## Bibliographie
Gillian White: Tanz in Eisen. Werke aus 40 Jahren / Dance in Steel. 40 Years' Work. Dieses Buch erschien 2009 und enthält 160 Abbildungen und Essays von Kunsthistorikern. Ergänzt werden diese durch persönliche Texte von Schriftstellerinnen und Künstlerkolleginnen. Im Zentrum stehen ihre plastischen Arbeiten und Kunst am Bau. Auch die Malerei und Kleinplastiken werden abgebildet.

## Werke (Auswahl)

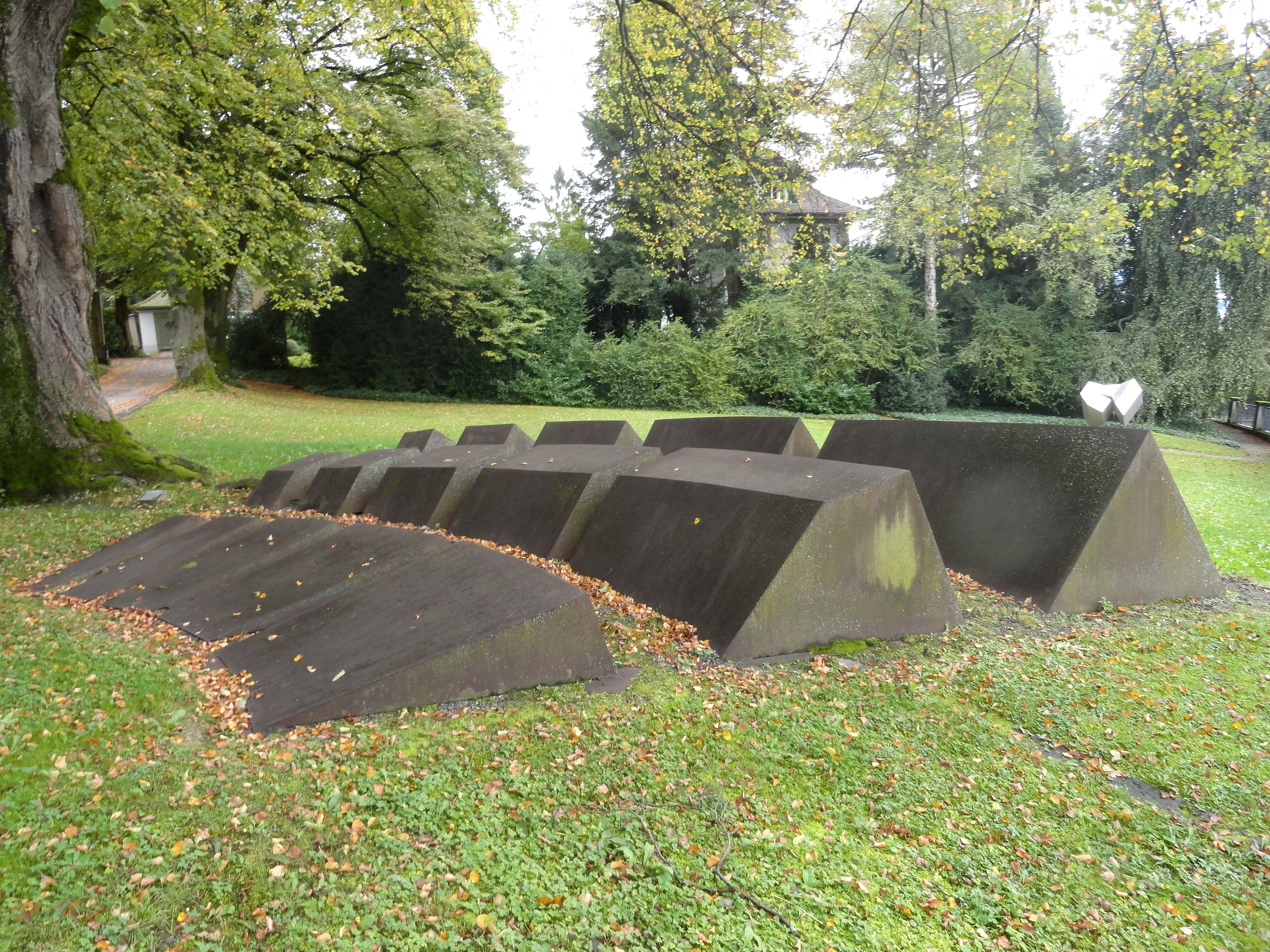
Fächersphäre, Park Villa Meier-Severini, Zollikon, 1992
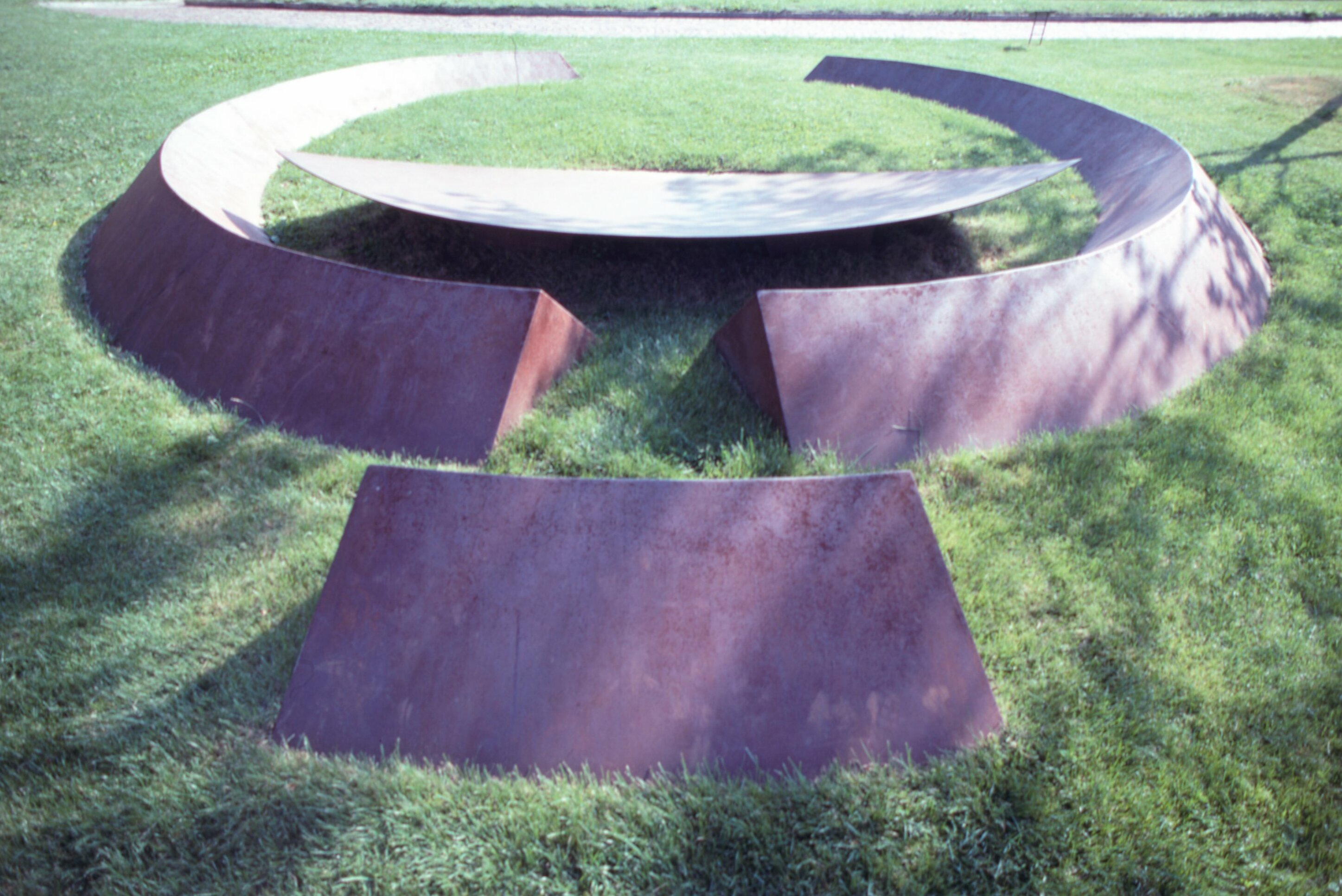
vis à vis, Fondazione Pierre Gianadda, Martigny, 1991
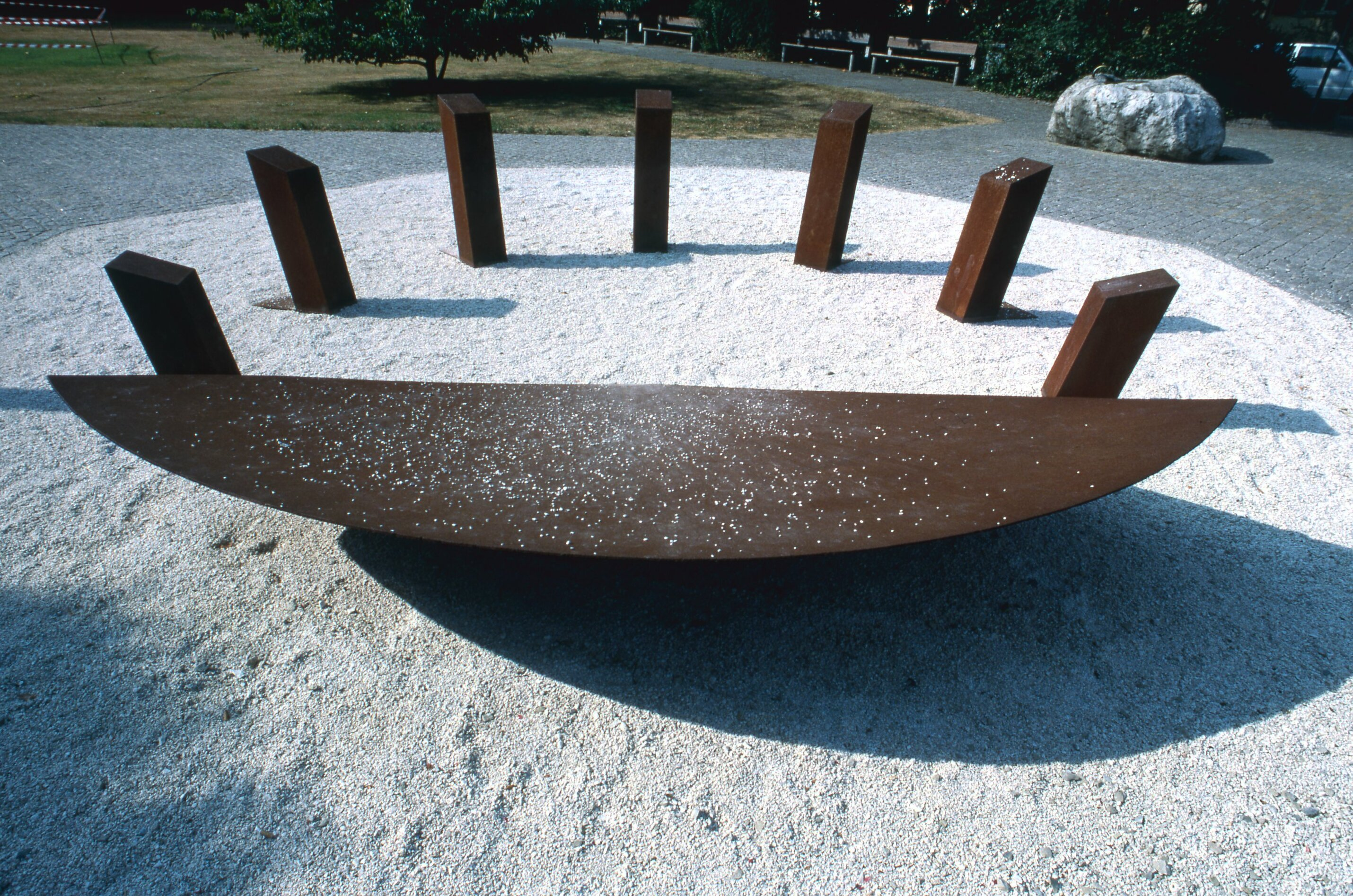
Sphäre I, Spielplatz Schönegg, Brugg, 1991
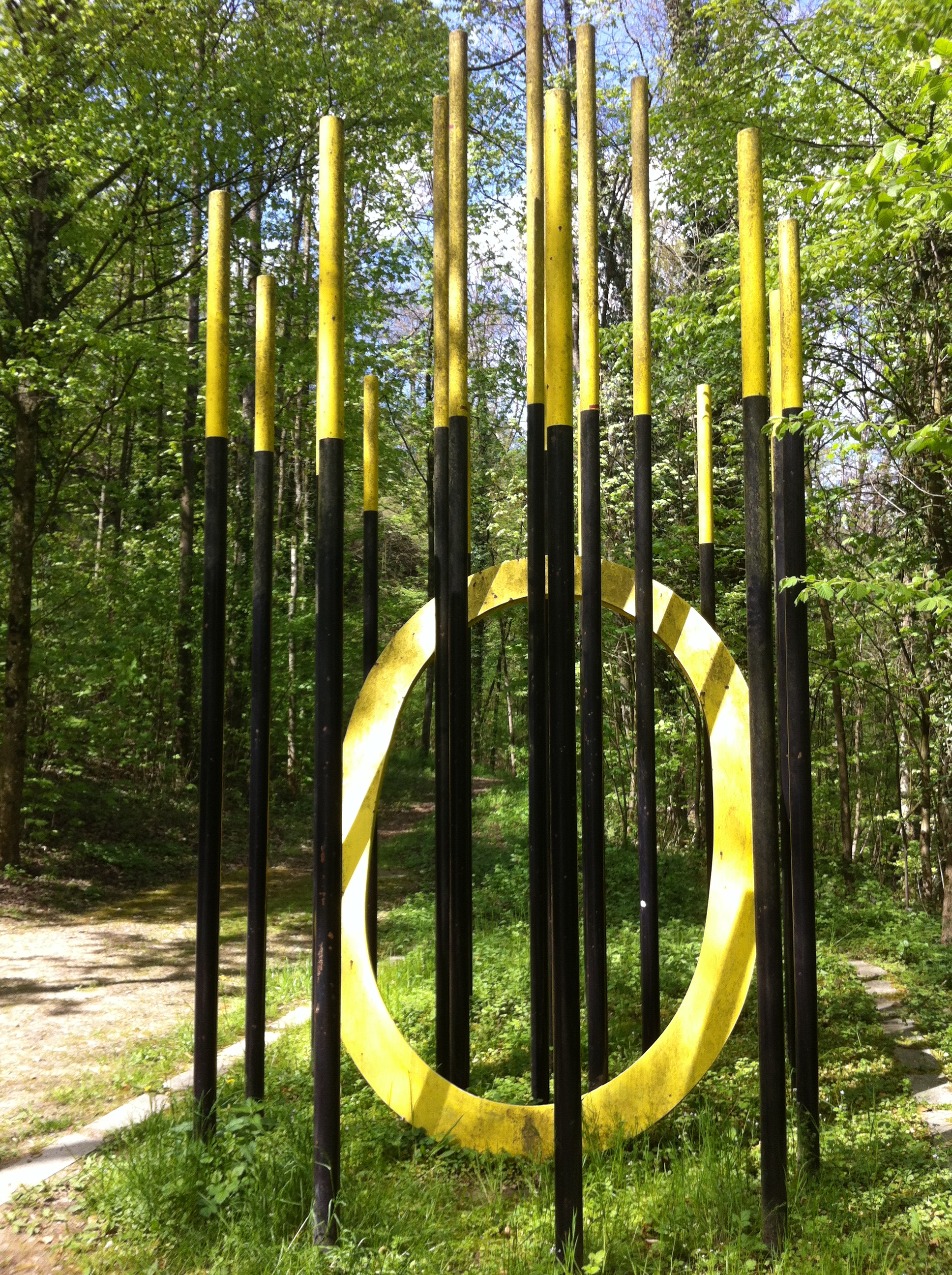
Lichtung auf dem Kulturweg Limmat, 1991/92
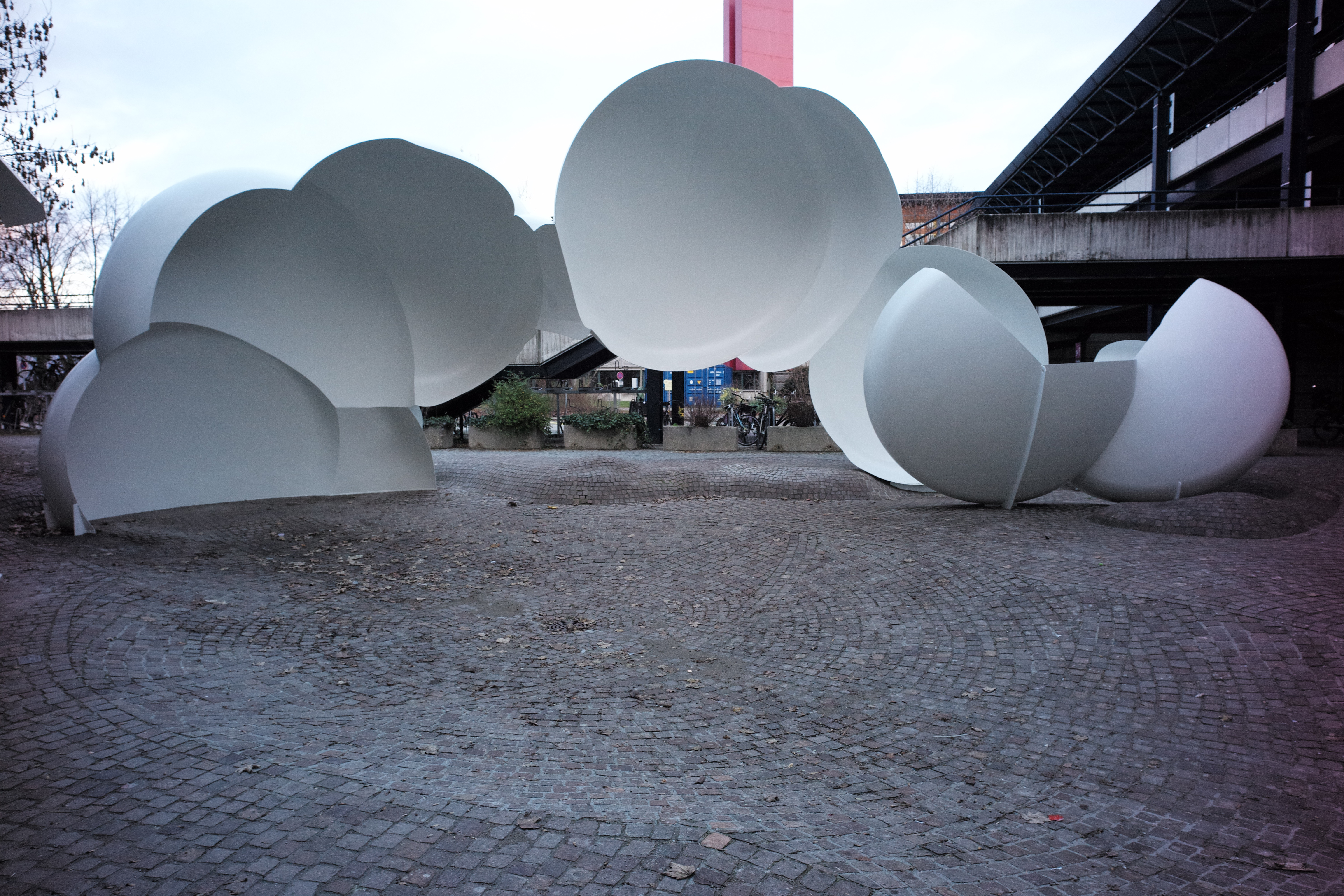
Echodrome, mit Albert Siegenthaler, EPFL, Lausanne, 1985